# 2004年电子游戏界

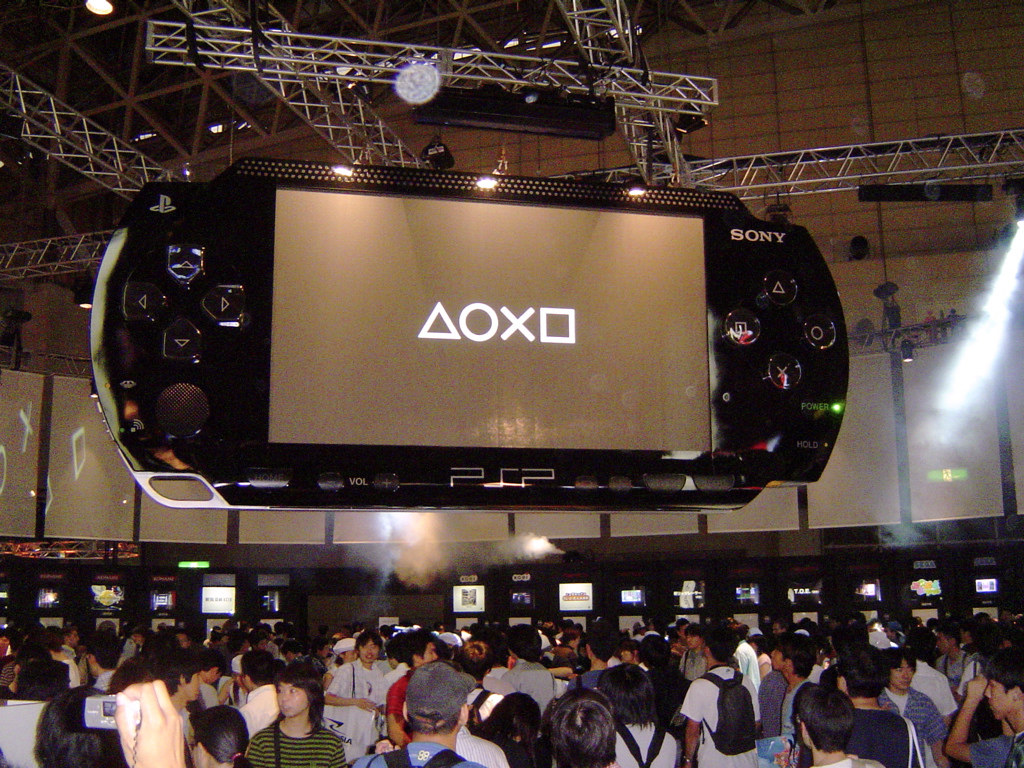
2004年东京电玩展上的索尼展位

在2004年电子游戏界，诸多续作和新的系列游戏出现。全新系列游戏有《神鬼寓言》、《孤岛惊魂系列》、《Killzone》、《马里奥对大金刚系列》、《魔物獵人》、《Ninja Gaiden》、《N》、《蓋瑞模組》、《紅色死亡左輪》、《圣域》、《模拟人生2》和《魔兽世界》等。

## 商业
- 1月12日 — Ubisoft收购Tiwak。
- 2月 — 艺电内容整合加强，将Maxis大部分和所有的Origin Systems搬入其Redwood Shores, California（英语：Redwood Shores, California）总部。
- 3月 — 微软宣布DirectX的继任XNA成为"Longhorn"和Xenon（英语：Xenon (processor)）的应用程序接口。
- 4月6日 — Midway Games收购Surreal Software（英语：Surreal Software）。
- 5月 — 飒美以11亿美元购入世嘉控股股权。
- 7月 — 史克威尔艾尼克斯在全球范围重组行政部门。
- 9月1日 — Acclaim（英语：Acclaim Entertainment）宣布破产并且关门歇业。
- 10月1日 — 飒美與世嘉合併成立世嘉飒美控股，兩公司轉為該控股公司下的完全子公司，亦是世界上最大的游戏公司之一。
- 10月11日 — Midway Games收购Inevitable Entertainment（英语：Inevitable Entertainment）并且将其更名为Midway Studios Austin。
- 11月30日 — Midway Games购入制作商Paradox Development（英语：Paradox Development）。
- 12月13日 — 艺电购入5年NFL独占使用权。这个包括在艺电游戏中使用的NFL的队伍、场馆和选手。
- 12月20日 — 艺电购入20%育碧股权。在当时，这桩购入案被育碧认为“充满敌意”。